# 第213炮兵旅 (以色列)
第213炮兵旅（希伯來語：‎）是以色列国防军的旅。此後，該旅持續參與以軍軍事行動，如贖罪日戰爭、六日戰爭、第一次黎巴嫩戰爭及以色列—哈瑪斯戰爭。

## 組織
- 第213炮兵旅
  - 第412炮兵營
  - 第7042炮兵營 [1]
  - 第9238炮兵營
  - 第9242炮兵營
  - 訊號連